# Volta à Califórnia de 2016
A 11.ª edição da competição ciclista Volta à Califórnia (nome oficial Amgen Tour of Califórnia) celebrou-se nos Estados Unidos entre 15 e 22 de maio de 2016 sobre um percurso de 1 253,8 quilómetros.
A prova pertenceu ao UCI America Tour 2016 dentro da categoria 2.hc (máxima categoria destes circuitos).

## Equipas participantes
Tomaram parte na corrida 18 equipas: 10 de categoria UCI Pro Team convidados pela organização; 3 de categoria Profissional Continental; 5 de categoria Continental. Formando assim um pelotão de 144 ciclistas dos que acabaram 131. As equipas participantes foram:
| Equipa              | Cód. UCI | Categoria                |
| ------------------- | -------- | ------------------------ |
| BMC Racing Team     | BMC      | UCI Pro Team             |
| Cannondale          | CPT      | UCI Pro Team             |
| Dimension Data      | DDD      | UCI Pro Team             |
| Etixx-Quick Step    | EQS      | UCI Pro Team             |
| Team Giant-Alpecin  | TGA      | UCI Pro Team             |
| Team Katusha        | KAT      | UCI Pro Team             |
| Team LottoNL-Jumbo  | TLJ      | UCI Pro Team             |
| Team Sky            | SKY      | UCI Pro Team             |
| Tinkoff             | TNK      | UCI Pro Team             |
| Trek-Segafredo      | TFS      | UCI Pro Team             |
| Direct Énergie      | DEN      | Profissional Continental |
| Team Novo Nordisk   | TNN      | Profissional Continental |
| UnitedHealthcare    | UHC      | Profissional Continental |
| Axeon Hagens Berman | AHB      | Continental              |
| Holowesko Citadel   | HSD      | Continental              |
| Jelly Belly         | JBC      | Continental              |
| Rally Cycling       | RLY      | Continental              |
| Team Wiggins        | WGN      | Continental              |

## Etapas
A Volta a Califórnia constou de oito etapas para um percurso total de 1 253,8 quilómetros.
| Etapa | Data    | Percurso                                    | type                      | Distância (km) | Vencedor           | Líder geral        |
| ----- | ------- | ------------------------------------------- | ------------------------- | -------------- | ------------------ | ------------------ |
| 1     | 15 mai. | San Diego – San Diego                       | etapa escarpada           | 175            | Peter Sagan        | Peter Sagan        |
| 2     | 16 mai. | South Pasadena – Santa Clarita              | média montanha            | 148,5          | Benjamin King      | Benjamin King      |
| 3     | 17 mai. | Thousand Oaks – Condado de Santa Bárbara    | alta montanha             | 167,5          | Julian Alaphilippe | Julian Alaphilippe |
| 4     | 18 mai. | Morro Bay – WeatherTech Raceway Laguna Seca | etapa escarpada           | 217            | Peter Sagan        | Julian Alaphilippe |
| 5     | 19 mai. | Lodi – South Lake Tahoe                     | média montanha            | 212            | Toms Skujiņš       | Julian Alaphilippe |
| 6     | 20 mai. | Folsom – Folsom                             | contrarrelógio individual | 20,3           | Rohan Dennis       | Julian Alaphilippe |
| 7     | 21 mai. | Santa Rosa – Santa Rosa                     | etapa escarpada           | 175,5          | Alexander Kristoff | Julian Alaphilippe |
| 8     | 22 mai. | Sacramento – Sacramento                     | etapa plana               | 138            | Mark Cavendish     | Julian Alaphilippe |

## Classificações finais
- As classificações finalizaram da seguinte forma:[3]

### Classificação geral
| Posição | Ciclista              | Equipa              | Tempo            |
| ------- | --------------------- | ------------------- | ---------------- |
|         | Julian Alaphilippe    | Etixx-Quick Step    | 31 h 47 min 50 s |
| 2.º     | Rohan Dennis          | BMC Racing          | a 21 s           |
| 3.º     | Brent Bookwalter      | BMC Racing          | a 43 s           |
| 4.º     | Andrew Talansky       | Cannondale          | a 52 s           |
| 5.º     | Lawson Craddock       | Cannondale          | a 1 min 22 s     |
| 6.º     | Samuel Sánchez        | BMC Racing          | m.t.             |
| 7.º     | George Bennett        | LottoNL-Jumbo       | a 1 min 50 s     |
| 8.º     | Jurgen van den Broeck | Katusha             | a 1 min 53 s     |
| 9.º     | Neilson Powless       | Axeon Hagens Berman | a 1 min 57 s     |
| 10.º    | Laurens Ten Dam       | Giant-Alpecin       | a 2 min 13 s     |

### Classificação da montanha
| Posição | Ciclista           | Equipa            | Pontos |
| ------- | ------------------ | ----------------- | ------ |
|         | Evan Huffman       | Rally Cycling     | 36     |
| 2.º     | Julian Alaphilippe | Etixx-Quick Step  | 23     |
| 3.º     | Oscar Clark        | Holowesko Citadel | 22     |

### Classificação por pontos
| Posição | Ciclista           | Equipa           | Pontos |
| ------- | ------------------ | ---------------- | ------ |
|         | Peter Sagan        | Tinkoff          | 68     |
| 2.º     | Alexander Kristoff | Katusha          | 33     |
| 3.º     | Julian Alaphilippe | Etixx-Quick Step | 26     |

### Classificação dos jovens
| Posição | Ciclista           | Equipa              | Pontos           |
| ------- | ------------------ | ------------------- | ---------------- |
|         | Neilson Powless    | Axeon Hagens Berman | 31 h 49 min 47 s |
| 2.º     | Tao Geoghegan Hart | Axeon Hagens Berman | a 1 min 3 s      |
| 3.º     | Ruben Guerreiro    | Axeon Hagens Berman | a 1 min 25 s     |

### Classificação por equipas
| Posição | Equipa              | Tempo            |
| ------- | ------------------- | ---------------- |
|         | BMC Racing          | 95 h 25 min 10 s |
| 2.º     | Axeon Hagens Berman | a 4 min 26 s     |
| 3.º     | Trek-Segafredo      | a 7 min 57 s     |

## Evolução das classificações
| Etapa (Vencedor)               | Classificação geral | Classificação da montanha | Classificação por pontos | Classificação dos jovens | Classificação por equipas |
| ------------------------------ | ------------------- | ------------------------- | ------------------------ | ------------------------ | ------------------------- |
| 1.ª etapa (Peter Sagan)        | Peter Sagan         | Oscar Clark               | Peter Sagan              | Dylan Groenewegen        | UnitedHealthcare          |
| 2.ª etapa (Benjamin King)      | Benjamin King       | Evan Huffman              | Peter Sagan              | Daniel Eaton             | Cannondale                |
| 3.ª etapa (Julian Alaphilippe) | Julian Alaphilippe  | Evan Huffman              | Peter Sagan              | Neilson Powless          | BMC Racing                |
| 4.ª etapa (Peter Sagan)        | Julian Alaphilippe  | Evan Huffman              | Peter Sagan              | Neilson Powless          | BMC Racing                |
| 5.ª etapa (Toms Skujiņš)       | Julian Alaphilippe  | Evan Huffman              | Peter Sagan              | Neilson Powless          | BMC Racing                |
| 6.ª etapa (Rohan Dennis)       | Julian Alaphilippe  | Evan Huffman              | Peter Sagan              | Neilson Powless          | BMC Racing                |
| 7.ª etapa (Alexander Kristoff) | Julian Alaphilippe  | Evan Huffman              | Peter Sagan              | Neilson Powless          | BMC Racing                |
| 8.ª etapa (Mark Cavendish)     | Julian Alaphilippe  | Evan Huffman              | Peter Sagan              | Neilson Powless          | BMC Racing                |
| Final                          | Julian Alaphilippe  | Evan Huffman              | Peter Sagan              | Neilson Powless          | BMC Racing                |

## UCI America Tour
A Volta a Califórnia outorga pontos para o UCI America Tour 2016 para corredores de equipas nas categorias UCI Pro Team, Profissional Continental e Equipas Continentais. A seguinte tabela corresponde ao barómetro de pontuação:
| Posição   | 1.º | 2.º | 3.º | 4.º | 5.º | 6.º | 7.º | 8.º | 9.º | 10.º | 11.º | 12.º | 13.º | 14.º | 15.º | 16.º-30.º | 31.º-40.º |
| Pontuação | 200 | 150 | 125 | 100 | 85  | 70  | 60  | 50  | 40  | 35   | 30   | 25   | 20   | 15   | 10   | 5         | 3         |

| Posição | Ciclista              | Equipa              | Pontos |
| ------- | --------------------- | ------------------- | ------ |
| 1.º     | Julian Alaphilippe    | Etixx-Quick Step    | 200    |
| 2.º     | Rohan Dennis          | BMC Racing          | 150    |
| 3.º     | Brent Bookwalter      | BMC Racing          | 125    |
| 4.º     | Andrew Talansky       | Cannondale          | 100    |
| 5.º     | Lawson Craddock       | Cannondale          | 85     |
| 6.º     | Samuel Sánchez        | BMC Racing          | 70     |
| 7.º     | George Bennett        | LottoNL-Jumbo       | 60     |
| 8.º     | Jurgen van den Broeck | Katusha             | 50     |
| 9.º     | Neilson Powless       | Axeon Hagens Berman | 40     |
| 10.º    | Laurens Ten Dam       | Giant-Alpecin       | 35     |

Ademais, também outorgou pontos para o UCI World Ranking (classificação global de todas as corridas internacionais).
| Posição             | 1º  | 2º  | 3º  | 4º  | 5º | 6º | 7º | 8º | 9º | 10º |
| Classificação geral | 200 | 150 | 125 | 100 | 85 | 70 | 60 | 50 | 40 | 35  |
| Por etapa           | 20  | 10  | 5   |     |    |    |    |    |    |     |
| Líder               | 5   |     |     |     |    |    |    |    |    |     |

| Posição | Ciclista              | Equipa              | Geral | Etapa | Líder | Total |
| ------- | --------------------- | ------------------- | ----- | ----- | ----- | ----- |
| 1.º     | Julian Alaphilippe    | Etixx-Quick Step    | 200   | 20    | 30    | 250   |
| 2.º     | Rohan Dennis          | BMC Racing          | 150   | 20    | -     | 170   |
| 3.º     | Brent Bookwalter      | BMC Racing          | 125   | -     | -     | 125   |
| 4.º     | Andrew Talansky       | Cannondale          | 100   | 10    | -     | 110   |
| 5.º     | Lawson Craddock       | Cannondale          | 85    | -     | -     | 85    |
| 6.º     | Samuel Sánchez        | BMC Racing          | 70    | -     | -     | 70    |
| 7.º     | Peter Sagan           | Tinkoff             | 3     | 60    | 5     | 68    |
| 8.º     | George Bennett        | LottoNL-Jumbo       | 60    | 5     | -     | 65    |
| 9.º     | Jurgen van den Broeck | Katusha             | 50    | -     | -     | 50    |
| 10.º    | Neilson Powless       | Axeon Hagens Berman | 40    | -     | -     | 40    |